# 三重県道572号二木島港線
三重県道572号二木島港線（みえけんどう572ごう にぎしまこうせん）は、三重県熊野市を通る、かつて存在した一般県道である。

## 概要
二木島港から熊野市二木島町に至る。

### 路線データ
- 起点：熊野市二木島町（二木島港[1]）
- 終点：熊野市二木島町（国道311号交点[1]）

## 歴史
- 1965年（昭和40年）8月27日 - 三重県告示第664号により認定[1]。
- 2020年（令和2年）7月10日 - 三重県告示第446号により廃止[2]。

## 地理

### 通過していた自治体
- 熊野市

### 交差していた道路
| 交差していた道路 | 交差していた場所 | 交差していた場所 |
| ---------------- | ---------------- | ---------------- |
| 国道311号        | 二木島町         | 終点             |

### 交差していた鉄道
- 紀勢本線

### 沿線
- 二木島漁港
- 二木島湾
- JR東海紀勢本線 二木島駅